# Lounès Gaouaoui
Lounès Gaouaoui (Tizi Ouzou, 28 september 1977) is een Algerijns voormalig voetballer die speelde als doelman. Zijn laatste club was CS Constantine, waar hij tussen 2013 en 2015 voor uitkwam. Tussen 2001 en 2010 speelde Gaouaoui 49 interlands in het Algerijns voetbalelftal.

## Clubcarrière
Gaouaoui speelde in de jeugd van USM Drâa Ben Khedda, waar hij ook doorbrak. Na twee jaar in het eerste elftal werd hij overgenomen door JS Kabylie. Voor Kabylie speelde de doelman liefst 156 wedstrijden. Tijdens het seizoen 2007/08 was hij actief namens WA Tlemcen. Via USM Annaba en ASO Chlef kwam hij in 2010 bij USM Blida uit. Voor Blida speelde de routinier twee jaar, alvorens hij naar AS Khroub trok. In 2013 tekende Gaouaoui een contract bij CS Constantine. Na twee jaar besloot de doelman een punt achter zijn carrière te zetten.

## Interlandcarrière
Gaouaoui maakte zijn debuut voor het Algerijns voetbalelftal op 30 december 2001. Op die dag werd een vriendschappelijke wedstrijd tegen Senegal met 1-0 verloren. De doelman begon in de basis en hij speelde het gehele duel mee. Hij werd tevens opgenomen in de selectie van Algerije op het WK 2010, waar de Noord-Afrikanen in de groepsfase uitgeschakeld werden. Tijdens de kwalificatie was hij nog de eerste keuze onder de lat, maar na een schorsing verloor hij zijn plaats aan Faouzi Chaouchi en Raïs M'Bolhi.